# Ángel Herrero Blanco
Versión accesible en lengua de signos española (LSE)
Ángel Luis Herrero Blanco (Madrid, España, 1951 - Alicante, España, 11 de mayo de 2017) fue un profesor y poeta, catedrático de Lingüística General de la Universidad de Alicante, También fue el creador y director de la Biblioteca de Signos de la Biblioteca Virtual Miguel de Cervantes.

## Vida
Ángel aprendió la lengua de signos española de niño, para comunicarse con su hermano mayor que perdió el oído a los 2 años. Fue una de las máximas autoridades en la lingüística de la lengua de signos y creó un sistema de escritura que permite escribir los signos en papel. Dedicó parte de su vida académica a la investigación de las lenguas de signos. Publicó numerosas obras de referencia y realizó traducciones de poesía española a la lengua de signos española.

## Contribuciones
Sus contribuciones a la lingüística de la lengua de signos son muy numerosas. Entre ellas, la Gramática Didáctica de la lengua de signos española (SM, 2009), que cuenta con una versión en lengua de signos: Gramática didáctica de la lengua signos española, y el libro Signolingüística; Introducción a la lingüística de la lengua de signos española (Fesord, 2001) son dos referencias en el campo de la lingüística aplicada a las lenguas de signos.
Puso en marcha y dirigió la Biblioteca de Signos, una biblioteca virtual que cuenta con más de 300 obras signadas en LSE.
Creó un sistema de escritura para las lenguas de signos: Escritura alfabética de la lengua de signos española (Universidad de Alicante, 2003), basado en la descripción fonológica del signo, también con una versión completa en lengua de signos española.
Realizó un estudio comparativo entre la lengua española y la lengua de signos española, muy útil para que las personas sordas mejoren en la práctica del español escrito.
Participó con la ponencia plenaria "Lenguas de signos: lenguas fraternas" en el XV Congreso Mundial de Sordos , celebrado en Madrid en 2007.
Con sus trabajos académicos sobre la Escuela española de sordomudos, de Lorenzo Hervás y Panduro, y sobre Francisco Fernández Villabrille, demostró igualmente que la lengua de signos española es una lengua histórica, una lengua que ha evolucionado como otras lenguas, algo extraordinariamente importante para acercarnos a su empeño en explicar algo que resulta a veces tan complicado de entender: que se trata de una lengua absolutamente congruente con las lenguas orales conocidas; ni más perfecta ni menos perfecta, absolutamente congruente con ellas.
El último proyecto que realizó sobre las lenguas de signos culminó con la publicación del libro Ver la poesía, acompañado del portal temático "Ver la poesía", de la Biblioteca Virtual Miguel de Cervantes. Un material signado con el fin de crear y difundir internacionalmente contenidos digitales relacionados con la poesía española traducida a la lengua de signos.
En la página web del Centro de Normalización Lingüística de la LSE (CNLSE) se pueden consultar sus investigaciones publicadas en el ámbito de la lengua de signos. Este trabajo ha sido realizado por alumnos sordos del Programa ABC en el IES Infante D. Juan Manuel de Murcia, como proyecto de la asignatura Lengua de Signos Española.